# Toyota TF110
Toyota TF110 – samochód Formuły 1 zespołu Toyota na sezon 2010. Na skutek wycofania się Toyoty z Formuły 1 pojazd został sprzedany zespołowi Stefan GP i przemianowany na Stefan S-01. Stefan nie otrzymał jednak miejsca w stawce na sezon 2010, i auto nigdy nie wziął udziału w wyścigu. Według zapowiedzi Johna Howetta, prezesa oddziału Toyota Motorsport, za kierownicą Toyoty TF110 zasiąść mieli Robert Kubica i Kimi Räikkönen.

## Konstrukcja
Bolid wyposażono w dyfuzor skonstruowany przez Giuseppe Azzolliniego, który ostatecznie miał znaleźć się w wersji „B” modelu Ferrari F10, a także system regulacji wysokości zawieszenia. Z uwagi na konstrukcję wysokiego, długiego nosa, przypominał nieco model Sauber C29. Nos podniesiono o 30 mm w stosunku do Toyoty TF109. Rozstaw osi został zwiększony do 3300 milimetrów, ze względu na zakaz tankowania w trakcie wyścigu. Zabieg ten pozbawił TF110 największej wady poprzednika TF109 – nadmiernego rozgrzewania opon. Długość bolidu została zwiększona o 414 milimetrów z 4636 do 5050 milimetrów. Niektóre elementy pochodzą z bolidów Red Bull Racing. W samochodzie zamontowano zbiornik paliwa ATL o pojemności 230 litrów, został wyposażony w silnik V8 RVX-09 Toyoty o pojemności 2,4 litra.
Dyrektor techniczny Toyota F1, Pascal Vasselon, stwierdził, że projekt TF110 zakładał od 20 do 30 punktów więcej docisku aerodynamicznego niż w ostatniej wersji poprzednika. Powiedział także, że pracownicy zdecydowanie przekroczyli cele, a model TF110 był wystarczająco dobry, aby walczyć o podia.
Timo Glock – kierowca Toyoty w latach 2008–2009 – stwierdził, że model TF110 był na tyle dobry by mógł on walczyć o mistrzostwo w sezonie 2010.

## Pokaz
W maju 2010 roku japoński kierowca jeżdżący w latach 2008–2009 dla Williamsa w Formule 1, Kazuki Nakajima odbył pokaz (ang. „shakedown”) bolidem TF110 w Niemczech w Kolonii.

## Sprzedaż
Toyota ogłosiła, że wystawia ukończony już bolid na sprzedaż, ponieważ oficjalnie wycofała się z uczestnictwa w zawodach Formuły 1.
Zoran Stefanović, szef zespołu Stefan GP, zakupił samochód Toyoty, ponieważ pragnął uczestniczyć w sezonie 2010. Mimo uruchomienia w nim silnika bolid ten nigdy nie był testowany ze względu na odwołanie testów na torze Algarve w Portimão w Portugalii z powodu braku odpowiedniego ogumienia. Stefan GP jako pierwszy z pozostałych teamów Formuły 1 wysłał dwa bolidy Toyota TF110 wraz z wyposażeniem do Bahrajnu, gdzie miało się odbyć inauguracyjne Grand Prix sezonu. Po nieotrzymaniu przez Stefan GP miejsca na liście startowej na sezon 2010 Stefanović zakończył współpracę z Toyotą. Za kierownicą bolidu mieli zasiąść Jacques Villeneuve i Kazuki Nakajima. W czasie, gdy bolid był w posiadaniu Stefan GP, nosił on nazwę Stefan S-01, Litera "S" w nazwie pochodzi od nazwiska właściciela Stefan GP, Zorana Stefanovicia.
Po zakończeniu współpracy Toyoty z zespołem Stefan GP, zakup modelu TF110 rozważały Durango i HRT, które chciały wykorzystać model w sezonie 2011.
Po nieudanym debiucie bolidu ze Stefan GP, włoska firma Pirelli produkująca opony, mająca zadebiutować z własnym ogumieniem w sezonie 2011 w Formule 1, planowała odkupić bolid Toyoty. Przed planem zakupienia modelu TF110, Pirelli chciało użyć bolidu BMW Sauber, jednak ostatecznie zdecydowano się użyć bolidu Toyoty o oznaczeniu TF109. By żaden z zespołów nie zdobył przewagi, co do nowej specyfikacji opon, kierowcą testowym został Niemiec Nick Heidfeld, który wcześniej został zwolniony ze stanowiska kierowcy rezerwowego Mercedes GP.
W listopadzie 2010 roku ujawniono, że HRT negocjuje z Toyotą w sprawie partnerstwa technicznego i miałaby użyć bolidu Toyoty w sezonie 2011. 15 listopada 2010 roku Toyota Motorsport ogłosiła jednak zerwanie negocjacji w sprawie partnerstwa technicznego w 2011 roku z HRT, powodem była niewypłacalność hiszpańskiego zespołu. Toyota F1 zachowała wszelkie prawa do bolidu TF110.